# Реконверсия
Реконверсия — обратный перевод предприятия, производств и отраслей экономики, используемых в период войны для производства вооружения и продукции военного назначения, к производству ранее выпускаемой гражданской продукции.

## Послевоенная реконверсия
В СССР реконверсия проводилась после Великой Отечественной войны, когда военные государственные предприятия, ранее переведённые на выпуск продукции военного назначения, были реконверсированы и переведены на выпуск продукции невоенного назначения.
Одним из условий реконверсии производств после войны являлась подготовка и обучение профессиям, ориентированным на выпуск товаров массового потребления, обучение и переподготовки инженерно-технического персонала и работников.